# Lepidoclema
Lepidoclema es un género de escarabajos de la familia Buprestidae.

## Especies
- Lepidoclema magnum Bellamy & Holm, 1985
- Lepidoclema parvum Bellamy & Holm, 1985